# TM-1-14
Das TM-1-14 war ein sowjetisches Eisenbahngeschütz mit einem Kaliber von 356 mm im Zweiten Weltkrieg.

## Technik
Die Rohre mit einer Masse von 83,3 t stammten von den nicht fertig gestellten Schlachtkreuzern der Borodino-Klasse.
Die Granaten flogen 31 km weit, mit einer Geschwindigkeit von 731 m/s und wogen 747,8 kg. Eine weiterentwickelte Granate kam auf 44,6 km mit einer Geschwindigkeit von 950 m/s und einem Gewicht von 512,5 kg. Die Sprenggranate erreichte mit einem Gewicht von 473 kg eine Reichweite von 65 km. Es wurden 3 Treibladungen gebraucht.
Die Höhe in Fahrstellung betrug 5,35 Meter. Der Übergang in eine Feuerstellung dauerte ein bis drei Stunden, wobei das Heben des Geschützes 23 Minuten dauerte.
Es konnte eine Kadenz von 45 Schuss pro Tag erreicht werden.
Das Geschütz konnte auch auf einer Bettung abgesetzt werden.
Je drei Stück standen im Dienst bei der 6. Eisenbahnbatterie der Pazifikflotte und der 11. Batterie der Baltischen Flotte.